# Клиз е Мижу
Клиз е Мижу (фр. Cluse-et-Mijoux) насеље је и општина у источној Француској у региону Франш-Конте, у департману Ду која припада префектури Понтарлије.
По подацима из 2011. године у општини је живело 1219 становника, а густина насељености је износила 54,18 становника/km². Општина се простире на површини од 22,5 km². Налази се на средњој надморској висини од 864 метара (максималној 1.199 m, а минималној 837 m).

## Демографија
| 1962. | 1968. | 1975. | 1982. | 1990. | 1999. | 2011. |
| ----- | ----- | ----- | ----- | ----- | ----- | ----- |
| 868   | 877   | 902   | 911   | 1.067 | 1.122 | 1.219 |

График промене броја становника у току последњих година